# La Proie (film, 1920)
Pour les articles homonymes, voir La Proie.
Pour plus de détails, voir Fiche technique et Distribution.
La Proie (titre original : The Woman in His House) est un film muet américain réalisé par John M. Stahl et sorti en 1920.
Produit par Louis B. Mayer, il met en vedette Mildred Harris.

## Fiche technique
- Titre original : The Woman in His House
- Réalisation : John M. Stahl
- Scénario : Frances Irene Reels, Madge Tyrone
- Photographie : Pliny Goodfriend
- Production : Chaplin-Mayer Pictures Company

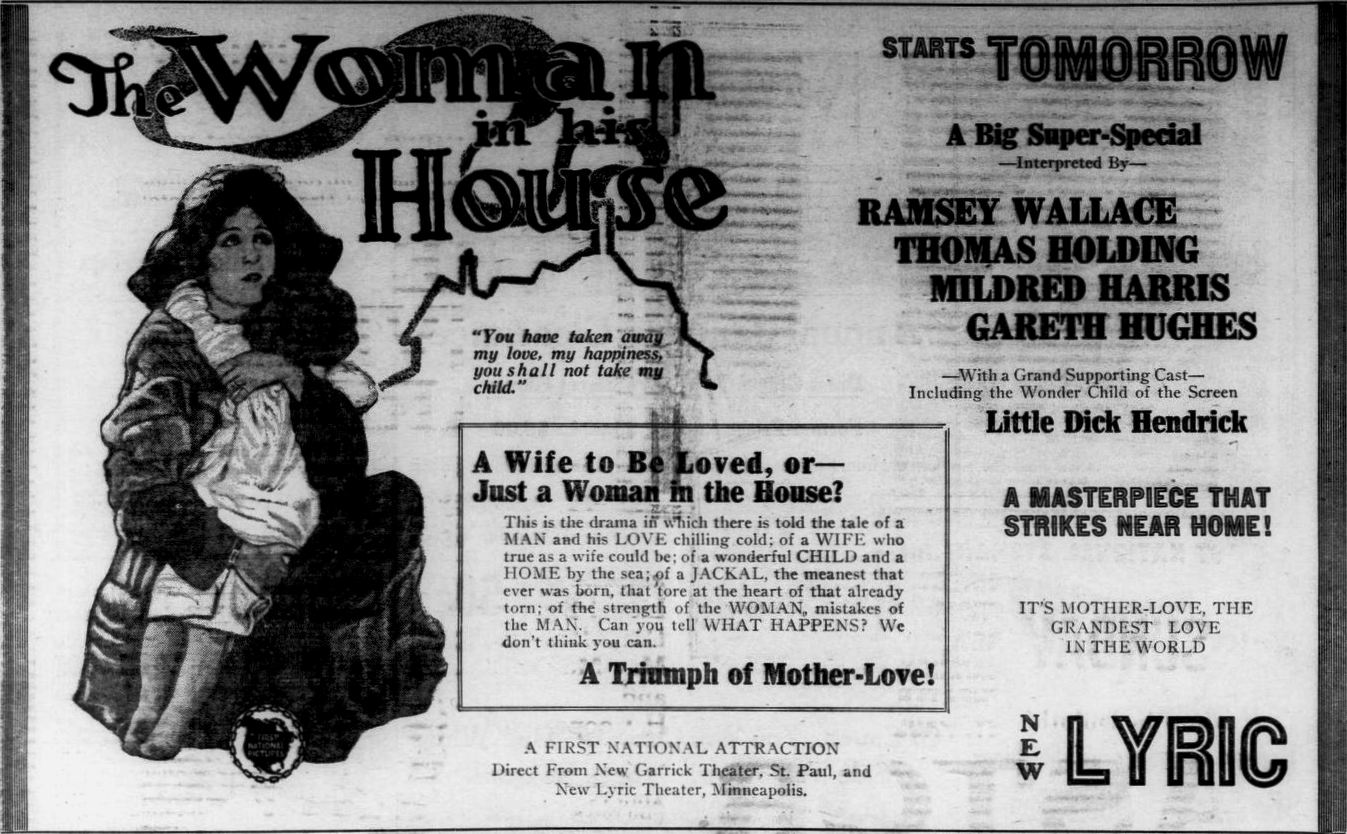
Publicité pour le film.

- Dates de sortie :
  - États-Unis : août 1920
  - France : 1er septembre 1922

## Distribution
- Mildred Harris Chaplin : Hilda
- Ramsey Wallace : Dr. Philip Emerson
- Thomas Holding : Peter Marvin
- George Fisher : Robert Livingston
- Gareth Hughes : Sigurd
- Richard Headrick : Philip Emerson Jr.
- Winter Hall : Andrew Martin, le père d'Hilda
- Catherine Van Buren : l'assistante d'Emerson
- Bob Walker : l'associé du Docteur

## Conservation
C'est un film perdu, aucune copie n'étant connue.